# Phygadeuon camargator
Phygadeuon camargator är en stekelart som beskrevs av Aubert 1982. Phygadeuon camargator ingår i släktet Phygadeuon och familjen brokparasitsteklar. Inga underarter finns listade i Catalogue of Life.